# Chatom
Chatom és una població dels Estats Units a l'estat d'Alabama. Segons el cens del 2000 tenia 1.193 habitants.

## Demografia
Segons el cens del 2000, Chatom tenia 1.193 habitants, 449 habitatges, i 308 famílies. La densitat de població era de 42,3 habitants per km².
Dels 449 habitatges en un 38,1% hi vivien nens de menys de 18 anys, en un 48,6% hi vivien parelles casades, en un 18% dones solteres, i en un 31,4% no eren unitats familiars. En el 28,7% dels habitatges hi vivien persones soles el 15,4% de les quals corresponia a persones de 65 anys o més que vivien soles. El nombre mitjà de persones vivint en cada habitatge era de 2,48 i el nombre mitjà de persones que vivien en cada família era de 3,1.
Per edats la població es repartia de la següent manera: un 27,9% tenia menys de 18 anys, un 9,1% entre 18 i 24, un 23,9% entre 25 i 44, un 19,3% de 45 a 60 i un 19,9% 65 anys o més.
L'edat mediana era de 35 anys. Per cada 100 dones hi havia 83,8 homes. Per cada 100 dones de 18 o més anys hi havia 73,4 homes.
La renda mediana per habitatge era de 31.319 $ i la renda mediana per família de 41.563 $. Els homes tenien una renda mediana de 36.518 $ mentre que les dones 19.750 $. La renda per capita de la població era de 16.650 $. Aproximadament el 17,3% de les famílies i el 23,5% de la població estaven per davall del llindar de pobresa.

## Poblacions més properes
El següent diagrama mostra les poblacions més properes.